# 디지털 워터마킹

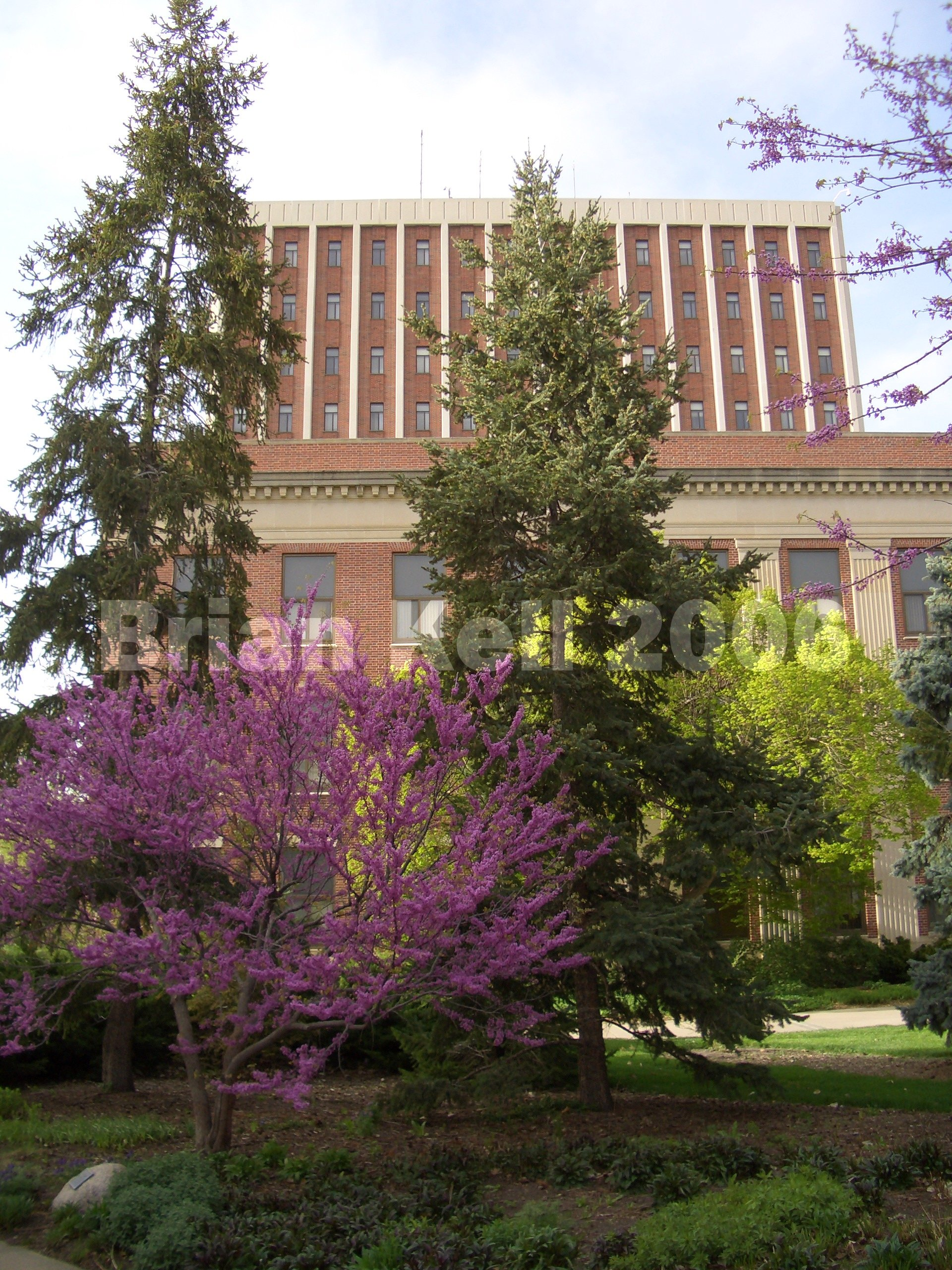

디지털 워터마킹(Digital Watermarking)은 사진이나 동영상 같은 각종 디지털 데이터에 저작권 정보와 같은 비밀 정보를 삽입하여 관리하는 기술을 말한다. 그림이나 문자를 디지털 데이터에 삽입하며 원본 출처 및 정보를 추적할 수 있으며, 삽입된 워터마크는 재생이 어려운 형태로 보관된다. 다른말로는 "디지털 워터마크"라고 부른다.

## 단계
1. 워터마크 삽입 - 디지털 콘텐츠에 소유자만 아는 마크를 삽입한다.
2. 콘텐츠 배포 - 워터마크가 삽입된 콘텐츠를 네트워크를 통해 배포한다.
3. 불법 복제 - 악의적인 목적을 띤 사용자가 불법 복제하여 사용하는 경우가 발생한다.
4. 소유권 증명 - 콘텐츠에 삽입된 자신의 워터마크를 추출하여 소유권을 증명한다.

## 기능
- 저작권 보호 - 저작권자를 규정하고 소유관계를 주장할 수 있다.
- 위조나 변조 판별 - '연성 워터마크'를 이용하게 되면 해당 데이터 수정 시 워터 마킹된 부분이 깨어지게 되므로 이를 통해 문서의 진위 여부를 판별할 수 있게 된다.
- 불법 복제 추적 - 콘텐츠에 공급받은 사용자의 ID를 넣어 불법 복제자를 추적할 수 있다.
- 무단 복사의 방지 - 복사할 수 있는 횟수를 제한할 수 있다.
- 사용자 제어 - 콘텐츠에 추가 정보를 삽입하여 특정한 사용자를 지정할 수 있다.
- 내용 보호 - 영상 등의 내용을 상업적으로 재사용할 수 없도록 보호할 수 있다.
- 내용 라벨링 - 콘텐츠에 포함된 워터마크가 콘텐츠에 대한 정보를 포함하도록 할 수 있다.

## 부작용
공중파나 케이블TV 방영물을 녹화해서 영상으로 만들고 그 영상안에 자신이 녹화했다고 저작권표시를 하는 동영상파일들이 있는데, 30초이내의 표기는 저작권법에 위촉되지 않지만, 장시간 표시가 된다면 저작권법에 위촉되어 그에 따른 책임을 따른다.

## 같이 보기
- 워터마크